# Gioacchino Conti
Gioacchino Conti, zwany Gizziello lub Egizziello (ur. 28 lutego 1714 w Arpino, zm. 25 października 1761 w Rzymie) – włoski śpiewak, kastrat (sopran).

## Życiorys
Uczył się w Neapolu u Domenico Gizziego, od którego nazwiska pochodził później jego pseudonim. Debiutował w Rzymie w 1730 roku w operze Leonardo Vinciego Artaserse. W latach 1736–1737 przebywał w Londynie, gdzie występował w operach Georga Friedricha Händla, w tym prapremierowych przedstawieniach Atalanty (1736, rola Meleagra), Arminio (1737, rola Sigismonda), Giustino (1737, rola Anastasia) i Berenice (1737, rola Aleksandra). Po powrocie do Włoch śpiewał m.in. w Rzymie (1738, 1741), Padwie (1739, 1751), Florencji (1742), Neapolu (1747–1750) i Lukce (1749). W latach 1752–1755 przebywał na dworze królewskim w Lizbonie.
Dysponował głosem o rozpiętości ponad dwóch oktaw.